# Full Set !
Full Set ! (フルセット!) est un manga de Abi Umeda. Il a été prépublié entre 2007 et 2008 dans le magazine Weekly Shōnen Champion et a été compilé en un total de cinq volumes. La version française a été publiée par Soleil Manga, mais seuls les trois premiers volumes sont sortis.

## Synopsis
Hino Iriya est un garçon chétif, souffre-douleur de ses camarades de classe. Ses parents décident de déménager à Sugihara pour fuir cette situation. Pour ne pas subir le même sort dans son nouveau collège, il s'inscrit dans l'équipe de volley-ball. Mais cette équipe qui ne connait que la défaite est mise devant le fait accompli : en cas de non qualification pour le tournoi départemental, l'équipe sera dissoute.

## Personnages principaux
- Hino Iriya : Petit garçon, héros principal.
- Masaya Aida : Le seul joueur de l'équipe de volley-ball à avoir un excellent niveau, sinon, tous les autres sont mauvais.